# 덴
덴(Den)은 이집트 제1왕조의 파라오이다. 호루스 이름은 덴으로, "공격하는 호루스"라는 뜻이다.
덴은 아비도스 왕 목록에 따르면 헤셉티, 마네토의 연대기에 따르면 20년간 다스린 우사이파이도스에 대응된다. 또한 팔레르모 석에 이름이 밝혀지지 않은 왕의 14년간의 치세가 나오는데, 이 사건들도 덴과 관련된다.
팔레르모 석에 따르면 14년간 다스린 왕의 재위 2년에 "혈거인"을 토벌한 것으로 되어 있다. 또한 아비도스에 있는 덴과 관련된 유적 중에 나르메르와 같이 몽둥이를 들고 적을 내려치려는 자세를 한 덴의 모습이 조각되어 있다.

## 같이 보기
- 파라오 목록

## 참고 문헌
- 피터 클레이턴(Peter Clayton) 저, 정영목 역, 《파라오의 역사》, 까치, 2004

| 전임 제트 | 고대 이집트의 파라오 14년 혹은 20년 | 후임 아네지브 |

| 전임 조몬 토기 | 제11대 100대 유물로 보는 세계사 | 후임 우르의 기 |